# یولیه
یولیه (دانمارکی: Julie) یک مینی‌سریال دانمارکی برای کودکان و نوجوانان بود که در سال ۲۰۰۵ منتشر شد.

## بازیگران
- یولیه رایت
- ایبن یایله
- مس میکلسن
- میکائیل کارو
- بنت واربورگ
- کامیل استین
- سوزان استورم
- میکل واشولت